# Золоторунное
Золоторунное (каз. Золоторунное) — село в Тайыншинском районе Северо-Казахстанской области Казахстана. Село входит в состав Алаботинского сельского округа. Код КАТО — 596035400.

## Население
В 1999 году население села составляло 275 человек (137 мужчин и 138 женщин). По данным переписи 2009 года в селе проживало 112 человек (59 мужчин и 53 женщины).